# Gallstensanfall
Ett gallstensanfall är när smärta uppstår till följd av att en gallsten tillfälligt blockerar gallgången. Vanligen upplevs smärta i höger övre del av buken och den kan stråla mot axeln. Smärtan håller vanligen i sig mellan en och flera timmar. Anfallen uppstår ofta efter att personen ätit ett stort mål mat eller under natten. Upprepade gallstensanfall är vanliga.
Gallsten uppstår som en utfällning av kristaller som klumpar ihop sig och bildar stenar. Den vanligaste formen av gallsten är av kolesterol. Andra typer av gallstenar som kan bildas är de av kalcium, bilirubin, pigment eller blandade gallstenar. Tillstånd som ger liknande symptom till ett gallstensanfall är blindtarmsinflammation, magsår, inflammation i bukspottkörteln och gastroesofageal refluxsjukdom.
Behandling för ett gallblåseanfall är oftast operation för att ta bort gallblåsan. Detta kan antingen ske genom att man opererar genom flera mindre snitt (laparoskopiskt) eller genom ett enda större snitt (öppen kirurgi). Öppen kirurgi är förenat med fler komplikationer än laparoskopisk kirurgi. Kirurgin utförs vanligen under narkos. Hos de som inte klarar av kirurgi, kan medicin användas för att föröka lösa upp stenarna eller så kan stötvågsterapi provas. År 2017 fanns inte tillräckligt vetenskaplig underlag för att säga om operation var indicerat för alla som får gallstensanfall.
I den utvecklade världen har mellan 10 och 15 procent av den vuxna befolkningen gallsten. Bland de med gallsten, drabbas 1–4 procent av gallstensanfall varje år. Nästan 30 procent av befolkningen har ytterligare problem relaterade till gallsten under året efter ett anfall. Cirka 15 procent av alla som drabbats av gallstensanfall kommer så småningom att utveckla inflammation i gallblåsan om de inte behandlas. Andra komplikationer inkluderar inflammation av bukspottkörteln.